# Moapé
Moapé est une localité située dans le Sud de la Côte d'Ivoire et appartenant au département d'Adzopé, dans la Région de l'Agnéby. La localité de Moapé est un chef-lieu de commune. Le périmètre de la commune de Moapé englobe dans ses limites les villages d’Abou-Sékakoi, Moapé et les campements qui leur sont rattachés.